# Anfissa Aguéieva
Anfissa Maksímovna Aguéieva (en rus Анфиса Максимовна Агеева), nascuda Zakhàrova (en rus: Захарова) (Koarrdõgk, Murmansk 12 de febrer de 1952) és una cantant, escriptora i activista cultural sami kildin de Rússia. És germana de Domna Khomiuk.
Va néixer a la siida Koarrdõgk (en sami kildin:Коардэгк) en una família de ramaders de rens que la dècada dels 60 es va traslladar a la petita ciutat Luyavr (en rus: Ловозеро (Lovòzero)). Des de 1995 és activa en la vida cultural sami a Rússia. Ha participat en concerts de música sami, ha escrit i traduït poesia i contes al sami kildin, i és membre de vàries organitzacions samis.
L'any 2001 va esdevenir la primera cantant sami de nacionalitat russa que va guanyar el primer premi al concurs Sámi Grand Prix, en que havia participat en la categoria de yoik amb la cançó Meleš.